# Nazionale femminile di calcio della Gran Bretagna
La Nazionale di calcio femminile della Gran Bretagna è la rappresentativa calcistica femminile del Regno Unito che rappresenta l'omonimo stato ai Giochi olimpici estivi nel Torneo di calcio femminile. Non vi è normalmente nessuna squadra che rappresenti la Gran Bretagna o il Regno Unito: squadre separate competono per l'Inghilterra, la Scozia, il Galles e l'Irlanda del Nord nei tornei UEFA e FIFA. Con le Olimpiadi estive 2012 che si sono tenute a Londra, una squadra di calcio è stata creata per prendere il posto della qualificazione automatica dei padroni di casa. In seguito a un accordo tra la British Olympic Association (BOA) e la Football Association (FA), che gestisce la squadra inglese, la FA selezionato il team britannico, che poteva includere i giocatori provenienti da tutto il Regno Unito, poi si è ripetuta nell'edizione 2020 (disputata nel 2021 per la pandemia da COVID-19), considerando il piazzamento ottenuto dalla nazionale inglese nel mondiale di calcio femminile nel 2019.

## Storia
Quando la prima associazione di calcio istituita a livello mondiale, la Federazione calcistica dell'Inghilterra (FA), venne costituita nel 1863, il suo mandato geografico risultava non chiaro, non specificando se il territorio coperto era limitato alla sola Inghilterra, all'intero Regno Unito o abbracciasse addirittura il mondo intero.
Solo dieci anni più tardi, con l'istituzione nel 1873 della Federazione calcistica della Scozia (SFA), le competenze territoriali iniziarono ad essere più definite, scenario allargato a seguito della creazione della terza associazione nazionale di calcio, la Federazione calcistica del Galles fondata nel 1876 e la quarta, la Federazione calcistica dell'Irlanda del Nord, (IFA), fondata nel 1880. Di seguito il calcio si è sviluppato con le squadre nazionali separate in rappresentanza di associazioni separate per ciascuno delle nazioni costitutive del Regno Unito, e non come "Federazione calcistica del Regno Unito" che mai è stata istituita.
Il Comitato Olimpico Internazionale, non riconoscendo le singole federazioni regionali del Regno Unito, in quanto il suo referente è la British Olympic Association, restrinse la partecipazione ai tornei olimpici di calcio maschile a una squadra iscritta come rappresentativa del Regno Unito, ufficialmente della Gran Bretagna, gestita e composta dalla FA, che tra il 1908 e il 1972, a volte composta anche da giocatori al di fuori dell'Inghilterra, si presentò regolarmente fino al torneo delle Olimpiadi di Monaco di Baviera 1972. Dopo quella data venne sospesa ogni partecipazione fino ai Giochi della XXX Olimpiade che per quell'edizione si sarebbero svolti a Londra nell'estate 2012.
Nel frattempo però, con l'istituzione di un torneo di calcio femminile a partire dall'edizione di Atlanta 1996, la British Olympic Association decise di iscrivere una squadra formata da sole donne alle fasi preliminari di qualificazione al futuro torneo femminile delle olimpiadi estive. La squadra fallì la qualificazione alle sue prime quattro partecipazioni ma, in qualità di paese ospitante, nell'edizione di Londra 2012 era automaticamente ammessa alle fasi finali.
La rosa delle giocatrici, dirette dal responsabile tecnico Hope Powell, venne presentata dalla Football Association (FA) il 26 giugno 2012, includendo anche l'attaccante inglese Kelly Smith, proveniente dall'Arsenal, il cui inserimento era subordinato alle condizioni fisiche dopo il recupero da un infortunio. Dalla nazionale rimasero escluse atlete gallesi e nordirlandesi, con la quasi totalità delle calciatrici provenienti dall'Inghilterra con l'eccezione delle sole due scozzesi Ifeoma Dieke, di ruolo difensore, nata negli Stati Uniti d'America, ad Amherst, nello stato federato del Massachusetts, ma in possesso della doppia cittadinanza, e Kim Little, attaccante nata ad Aberdeen.
Nel 2018 è stato raggiunto un accordo tra le quattro federazioni delle nazioni costitutive del Regno Unito che permetteva alla squadra più alta nel ranking FIFA avrebbe avuto la chance di ottenere la qualificazione olimpica. Conseguentemente, nonostante sia Inghilterra che Scozia fossero qualificate ai mondiali 2019 validi come torneo di qualificazione olimpica, solo l'Inghilterra in quanto più alta nel ranking ha avuto la possibilità di competere per un posto nel torneo olimpico, che ha ottenuto raggiungendo la semifinale.

## Partecipazioni ai Giochi olimpici
- 1996: non qualificata
- 2000: non qualificata
- 2004: non qualificata
- 2008: non qualificata
- 2012: quarti di finale
- 2016: non qualificata
- 2020: quarti di finale

## Tutte le rose

### Olimpiadi
Calcio ai Giochi Olimpici Estivi 20121 Bardsley, 2 A. Scott, 3 Houghton, 4 J. Scott, 5 Bradley, 6 Stoney, 7 Carney, 8 F. Williams, 9 White, 10 Smith, 11 Yankey, 12 Little, 13 Dieke, 14 Asante, 15 Aluko, 16 Rafferty, 17 R. Williams, 18 Brown, 19 Susi, CT: Powell
Calcio ai Giochi Olimpici Estivi 20201 Roebuck, 2 Bronze, 3 Stokes, 4 Walsh, 5 Houghton, 6 Ingle, 7 Parris, 8 Little, 9 White, 10 Kirby, 11 Weir, 12 Daly, 13 Telford, 14 Bright, 15 Hemp, 16 Williamson, 17 Stanway, 18 Scott, 19 Charles, 20 Toone, 21 Wubben-Moy, 22 MacIver, CT: Riise

## Rosa
La lista delle convocate per la Gran Bretagna è stata comunicata ufficialmente il 27 maggio 2021. Il 18 giugno 2021 Karen Bardsley è stata sostituita da Carly Telford causa infortunio.
| N. | Pos. | Giocatore        | Data nascita (età)          | Pres. | Reti | Squadra           |
| -- | ---- | ---------------- | --------------------------- | ----- | ---- | ----------------- |
| 1  | P    | Ellie Roebuck    | 23 settembre 1999 (21 anni) | 0     | 0    | Manchester City   |
| 2  | D    | Lucy Bronze      | 28 ottobre 1991 (29 anni)   | 0     | 0    | Manchester City   |
| 3  | D    | Demi Stokes      | 12 dicembre 1991 (29 anni)  | 0     | 0    | Manchester City   |
| 4  | C    | Keira Walsh      | 8 aprile 1997 (24 anni)     | 0     | 0    | Manchester City   |
| 5  | D    | Steph Houghton   | 23 aprile 1988 (33 anni)    | 5     | 3    | Manchester City   |
| 6  | C    | Sophie Ingle     | 2 settembre 1991 (29 anni)  | 0     | 0    | Chelsea           |
| 7  | A    | Nikita Parris    | 10 marzo 1994 (27 anni)     | 0     | 0    | Olympique Lione   |
| 8  | C    | Kim Little       | 29 giugno 1990 (31 anni)    | 5     | 0    | Arsenal           |
| 9  | A    | Ellen White      | 9 maggio 1989 (32 anni)     | 4     | 0    | Manchester City   |
| 10 | A    | Fran Kirby       | 29 giugno 1993 (28 anni)    | 0     | 0    | Chelsea           |
| 11 | C    | Caroline Weir    | 20 giugno 1995 (26 anni)    | 0     | 0    | Manchester City   |
| 12 | D    | Rachel Daly      | 6 dicembre 1991 (29 anni)   | 0     | 0    | Houston Dash      |
| 13 | P    | Carly Telford    | 7 luglio 1987 (34 anni)     | 0     | 0    | Chelsea           |
| 14 | D    | Millie Bright    | 21 agosto 1993 (27 anni)    | 0     | 0    | Chelsea           |
| 15 | A    | Lauren Hemp      | 7 agosto 2000 (20 anni)     | 0     | 0    | Manchester City   |
| 16 | D    | Leah Williamson  | 29 marzo 1997 (24 anni)     | 0     | 0    | Arsenal           |
| 17 | A    | Georgia Stanway  | 3 gennaio 1999 (22 anni)    | 0     | 0    | Manchester City   |
| 18 | C    | Jill Scott       | 2 febbraio 1987 (34 anni)   | 5     | 1    | Manchester City   |
| 19 | A    | Niamh Charles    | 21 giugno 1999 (22 anni)    | 0     | 0    | Chelsea           |
| 20 | A    | Ella Toone       | 2 settembre 1999 (21 anni)  | 0     | 0    | Manchester United |
| 21 | D    | Lotte Wubben-Moy | 11 gennaio 1999 (22 anni)   | 0     | 0    | Arsenal           |
| 22 | P    | Sandy MacIver    | 18 giugno 1998 (23 anni)    | 0     | 0    | Everton           |